# Marguerite Typ B
Der Marguerite Typ B war ein Personenwagen. 

## Hersteller und Bauzeit
Das französische Unternehmen Société A. Marguerite aus Courbevoie begann etwa 1922 mit der Produktion von Automobilen. Der Marguerite Typ B war das zweite Modell des Herstellers. Die Produktion fand ab etwa 1923 statt und endete etwa 1926. Zur gleichen Zeit entstanden die Modelle Typ BO, Typ BO 5 und Typ BO 7 mit größeren Motoren.

## Fahrzeug
Beim Fahrgestell handelte es sich um ein konventionelles Fahrgestell mit Frontmotor und Hinterradantrieb. Für den Antrieb sorgte ein Vierzylinder-Einbaumotor von Chapuis-Dornier mit 900 cm³ oder 961 cm³ Hubraum und SV-Ventilsteuerung. Die Fahrzeuge entstanden in der Karosseriebauform offener Tourenwagen und als geschlossene Limousinen.

## Lieferung  von Fahrgestellen an andere Unternehmen
Automobiles M.S. bezog Fahrgestelle dieses Modells, komplettierte die Fahrgestelle zu kompletten Autos und bot diese Fahrzeuge unter dem Markennamen M.S. an.

## Lieferung von kompletten Fahrzeugen an andere Unternehmen
Automobiles Induco hat möglicherweise das Modell komplett übernommen und als Induco verkauft.